# Spiritual State
Spiritual State es el tercer álbum de estudio creado por Nujabes desde Modal Soul en 2005. Se convertirá también en su último álbum debido a su prematura muerte en 2010 dejando éste inacabado. Fue terminado por gente cercana a él, y lanzado en Japón el 3 de diciembre de 2011.

## Lista de temas
El disco contiene las siguientes catorce canciones:
1. "Spiritual State (Con – Uyama Hiroto)"  (Uyama Hiroto)
2. "Sky Is Tumbling (Letra – Cise Star)"
3. "Gone Are The Day (Con – Uyama Hiroto)" (Uyama Hiroto)
4. "Spiral"
5. "City Light (Letra – Pase Rock & Substantial)" (Five Deez, Substantial)
6. "Color Of Autumn"
7. "Dawn On The Side"
8. "Yes (Letra – Pase Rock)"
9. "Rainy Way Back Home"
10. "Far Fowls"
11. "Fellows"
12. "Waiting For The Clouds (Letra – Substantial)" (Substantial)
13. "Prayer"
14. "Island (Con – Haruka Nakamura & Uyama Hiroto)" (Uyama Hiroto)